# StarLux Airlines
STARLUX Aerolíneas (en chino tradicional, 星宇航空) es una aerolínea taiwanesa fundada por Chang Kuo-wei, expresidente del grupo Evergreen Group, luego de dejar dicho cargo. La aerolínea se encuentra en desarrollo y busca posicionarse como una compañía de servicio completo en la región de Asia-Pacífico. 

## Historia
Chang Kuo-wei (張國煒), quien fue vicepresidente del Evergreen Group, asumió un papel destacado en la compañía tras el fallecimiento de su padre, Chang Yung-fa, en febrero de 2016. Chang Yung-fa, fundador de EVA Air, había declarado en su testamento que su hijo Chang Kuo-wei lo sucedería como presidente del grupo. Sin embargo, esta decisión generó oposición por parte de los hijos mayores de Chang Yung-fa, nacidos de su primer matrimonio. Como resultado, Chang Kuo-wei ocupó brevemente el cargo de presidente antes de abandonar el grupo.
Posteriormente, Chang Kuo-wei fundó una nueva aerolínea, STARLUX Airlines (星宇航空). La empresa fue registrada oficialmente en 2016 ante el Ministerio de Asuntos Económicos de Taiwán y confirmada públicamente por Chang el 30 de noviembre del mismo año. Se planificó inicialmente que la aerolínea se registrara en la Administración de Aeronáutica Civil de Taiwán durante la primera mitad de 2017, y que comenzara sus operaciones en 2018. El Ministerio de Asuntos Económicos recibió la solicitud formal para el establecimiento de STARLUX Airlines el 22 de mayo de 2017.
Un artículo publicado el 4 de octubre de 2017 en el Nikkei Asian Review informó que el inicio de operaciones de la aerolínea estaba previsto para finales de 2019. Este mismo artículo destacó a Chang Kuo-wei como expresidente del Evergreen Group.

## Flota
A partir de marzo de 2024, STARLUX Airlines opera las siguientes aeronaves, con una edad media de 2,2 años:
| Aeronave         | En servicio | Órdenes | Pasajeros | Pasajeros | Pasajeros | Pasajeros | Pasajeros | Notas |
| Aeronave         | En servicio | Órdenes | F         | C         | W         | Y         | Total     | Notas |
| ---------------- | ----------- | ------- | --------- | --------- | --------- | --------- | --------- | ----- |
| Airbus A321neo   | 13          | 6       | —         | 8         | —         | 180       | 188       |       |
| Airbus A330-941N | 5           | 6       | —         | 28        | —         | 269       | 297       |       |
| Airbus A350-941  | 8           | 2       | 4         | 26        | 36        | 240       | 306       |       |
| Airbus A350-1041 | 0           | 8       | 4         | 36        | 36        | 270       | 350       |       |
| Total            | 22          | 12      |           |           |           |           |           |       |

La aerolínea utiliza principalmente aviones de Airbus para sus operaciones, con una mezcla de aviones de fuselaje estrecho (A321neo) y ancho (A330-941N y modelos A350).
Los modelos Airbus A350-941 y A350-1041 aún no están en servicio, pero tienen órdenes activas, lo que refleja la expansión planificada de la aerolínea hacia rutas de larga distancia.
Nota: Las configuraciones exactas de las clases de pasajeros (Primera Clase, Turista y Total) están pendientes de confirmación.

### Desarrollo de flota
En marzo de 2019, STARLUX Airlines anunció el inicio de sus operaciones con una flota inicial de 17 aviones Airbus, que incluirían 5 Airbus A350-900 y 12 Airbus A350-1000. Estos aviones estarían destinados a cubrir nuevas rutas hacia Europa y América del Norte, además de destinos seleccionados en Asia. Asimismo, la aerolínea informó sobre sus planes de incorporar 10 Airbus A321neo a su flota, con el objetivo de atender rutas regionales dentro de Asia.